# Puente románico de Queralt
El puente de Queralt se sitúa en la provincia de Barcelona, en la localidad de Vich (Cataluña, España). Cruza el río Méder.

## Historia
El puente de Queralt fue, durante mucho tiempo, el único acceso a la ciudad. A lo largo de los siglos ha sufrido muchas modificaciones. Se restauró en 1472, al final de la guerra con Juan II. En 1769 se restauró una parte de la barandilla y en 1863, después de unas grandes lluvias, fue necesario consolidar sus pilares. Después de 1840, con motivo de la construcción de la carretera que rodea las murallas, se tapó y suprimió la arcada más cercana a la ciudad. La remodelación más importante fue después de la Guerra Civil Española, donde buena parte del canto cercano a las murallas fue derribado. El puente fue restaurado en 1940.

## Descripción de la obra
El puente de Queralt, o de San Francisco o de la Calla, según la denominación popular, está situado en la provincia de Barcelona, en la ciudad de Vich. Se trata de un puente del siglo XI sobre el río Méder, en el camino hacia Barcelona, siguiendo el trazado de una antigua vía romana. Está formado por cuatro arcos de media punta de diferentes dimensiones. Sobre los pilares, con tajamares, se abren unos arcos de media punta para aligerar el peso de la estructura. Actualmente conecta la calle de San Francisco con la parte antigua de Vich.

## Estructura
Se conoce por el nombre de Puente de Queralt y está construido sobre el puente anterior. Tiene una longitud de 35m y una anchura de 3m. Actualmente consta de cuatro arcos de medio punto con una misma luz, que descansan sobre tres pilares sobre el cauce del río. Está reforzado desde la mitad, aproximadamente hasta sus cimientos. Estos refuerzos están pensados para mejorar la resistencia hidráulica de los pilares a la corriente. Sobre cada uno de los pilares están los arcones correspondientes, destinados a mejorar la esbeltez del puente y rebajar la obra muerta.
Como aportaciones medievales posteriores, podemos destacar los perfiles triangulares de los pilares y los arcones, que también podemos encontrar en puentes de la misma época.